# Championnats de France d'athlétisme 1995
Navigation
Championnats 1994 Championnats 1996
Les Championnats de France d'athlétisme « Élite » 1995 ont eu lieu du 21 au 23 juillet 1995 au Stade Charléty de Paris.
Deux nouvelles épreuves féminines font leur apparition lors de cette édition : le saut à la perche et le 5 000 mètres (remplaçant le 3 000 mètres).

## Palmarès
| Discipline             | Hommes                | Hommes         | Femmes             | Femmes         |
| ---------------------- | --------------------- | -------------- | ------------------ | -------------- |
| 100 m                  | Olivier Théophile     | 10 s 42        | Odile Singa        | 11 s 36        |
| 200 m                  | Jean-Charles Trouabal | 20 s 68        | Marie-José Pérec   | 22 s 88        |
| 400 m                  | Stéphane Diagana      | 45 s 22        | Evelyne Elien      | 51 s 89        |
| 800 m                  | Bruno Konczylo        |                | Séverine Foulon    | 2 min 4 s 25   |
| 1 500 m                | Samir Benfarès        |                | Frédérique Quentin | 4 min 10 s 97  |
| 5 000 m                | Atiq Naaji            | 13 min 40 s 09 | Rosario Murcia     | 15 min 40 s 54 |
| 100 m haies            | -                     | -              | Patricia Girard    | 12 s 97        |
| 110 m haies            | Dan Philibert         | 13 s 53        | -                  | -              |
| 400 m haies            | Jimmy Coco            | 49 s 92        | Anne Renaud        | 56 s 55        |
| 3 000 m steeple        | Nadir Bosch           | 8 min 31 s 73  | -                  | -              |
| Saut en longueur       | Kader Klouchi         |                | Nadine Caster      | 6,65 m         |
| Triple saut            | Georges Sainte-Rose   | 16,84 m        | Valérie Guiyoule   | 13,91 m        |
| Saut en hauteur        | Jean-Charles Gicquel  | 2,22 m         | Maryse Maury       | 1,87 m         |
| Saut à la perche       | Jean Galfione         | 5,60 m         | Caroline Ammel     | 3,70 m         |
| Lancer du poids        | Jean-Louis Lebon      | 18,03 m        | Laurence Manfredi  | 15,84 m        |
| Lancer du disque       | Jean Pons             |                | Isabelle Devaluez  | 53,16 m        |
| Lancer du marteau      | Christophe Épalle     | 79,94 m        | Carole Sinoquet    | ?              |
| Lancer du javelot      | Pascal Lefevre        | 73,62 m        | Nadine Auzeil      | 59,50 m        |
| Décathlon / Heptathlon | Olivier Coche         | 7 786 pts      | Marie Collonvillé  | 5 808 pts      |